# Fruering
Fruering – miasto w Danii, w regionie Jutlandia Środkowa, w gminie Skanderborg.